# Парфёновский
Парфёновский — упразднённый посёлок находившаяся в подчинении Центрального района городского округа город Тюмень Тюменской области. В 2004 году включен в состав города и исключен из учётных данных. Данное постановление фактически узаконило решение о включении посёлка в состав города принятое в 1996 году.

## География
Посёлок располагается на северо-востоке Тюмени, в квадрате улиц Ватутина, Ветеранов труда, Дружбы и Щербакова.

## История
По некоторым сведениям деревня Парфенова основана в 1641 году.
До 1917 года входила в состав Городовой волости Тюменского уезда Тобольской губернии. По данным на 1926 год состояла из 179 хозяйств. В административном отношении входила в состав Новоюртовского сельсовета Тюменского района Тюменского округа Уральской области.
В 1925 году в деревне образовалась сельхозартель «Новый труд»; в 1928 году артель «Красный Октябрь». В 1929 году упоминается, что парфеновские колхозы «Искра», «Красный Октябрь» и «Восток» провели совместное собрание и объединились, под общим названием….
В середине XX века, после объединения колхозов села Новые Юрты и деревни Парфенова, населённый пункт был преобразован в посёлок Парфёновский.

## Население
| 1979 | 1989  | 2002  |
| ---- | ----- | ----- |
| 7423 | ↘7184 | ↘3876 |

По данным переписи 1926 года в деревне проживало 789 человек (367 мужчин и 422 женщины), в том числе: русские составляли 99 % населения.
Национальный состав
Согласно результатам переписи 2002 года, в национальной структуре населения русские составляли 57 %